# Аламо (Техас)
Аламо (англ. Alamo) — місто (англ. city) в США, в окрузі Ідальго штату Техас. Населення — 19 493 особи (2020).

## Географія
Аламо розташоване за координатами 26°10′47″ пн. ш. 98°7′6″ зх. д. / 26.17972° пн. ш. 98.11833° зх. д. (26.179766, -98.118242).  За даними Бюро перепису населення США в 2010 році місто мало площу 18,40 км², уся площа — суходіл. В 2017 році площа становила 19,41 км², уся площа — суходіл.

## Демографія
Згідно з переписом 2010 року, у місті мешкали 18 353 особи в 5603 домогосподарствах у складі 4560 родин. Густота населення становила 997 осіб/км².  Було 7453 помешкання (405/км²).
Расовий склад населення:
| - 87,0 % — білих - 0,5 % — чорних або афроамериканців - 0,3 % — корінних американців - 0,1 % — азіатів - 11,1 % — осіб інших рас |

До двох чи більше рас належало 1,1 %. Частка іспаномовних становила 84,6 % від усіх жителів.
За віковим діапазоном населення розподілялося таким чином: 31,7 % — особи молодші 18 років, 51,4 % — особи у віці 18—64 років, 16,9 % — особи у віці 65 років та старші. Медіана віку мешканця становила 32,3 року. На 100 осіб жіночої статі у місті припадало 92,8 чоловіків;  на 100 жінок у віці від 18 років та старших — 89,5 чоловіків також старших 18 років.
Середній дохід на одне домашнє господарство  становив 47 531 долар США (медіана — 36 079), а середній дохід на одну сім'ю — 52 201 долар (медіана — 42 574). Медіана доходів становила 31 155 доларів для чоловіків та 29 292 долари для жінок. За межею бідності перебувало 30,5 % осіб, у тому числі 49,6 % дітей у віці до 18 років та 17,7 % осіб у віці 65 років та старших.
Цивільне працевлаштоване населення становило 6396 осіб. Основні галузі зайнятості: освіта, охорона здоров'я та соціальна допомога — 25,2 %, роздрібна торгівля — 10,0 %, будівництво — 9,5 %, мистецтво, розваги та відпочинок — 9,1 %.